# Asperdaphne bitorquata
Asperdaphne bitorquata é uma espécie de gastrópode da família Raphitomidae.